# Richard Wolffenstein
Richard Wolffenstein (ur. 21 sierpnia 1864, zm. 5 czerwca 1926) – niemiecki chemik, odkrywca nadtlenku acetonu w 1895 w reakcji acetonu z nadtlenkiem wodoru.